# Ilhéu de Cima
O Ilhéu de Cima é um ilhéu português a menos de 380 metros a sudeste da ilha do Porto Santo, na Região Autónoma da Madeira. O ponto mais alto mede 111 m. É um ilhéu rochoso, com uma área de 32 hectares, cobertos por arbustos e flora costeira da Macaronésia, razão pela qual se encontra protegido pelo PDM, pela Rede Natura 2000 e é, ainda, parte integrante do Parque Natural da Madeira.
É também conhecido por Ilhéu do Farol, visto encontrar-se neste espaço geográfico o Farol do Ilhéu de Cima, farol esse muito importante devido a ser o primeiro farol para as embarcações provenientes da Europa.